# 파벨 구바레프
파벨 유리예비치 구바레프(러시아어: Павел Юрьевич Губарев, 1983년 2월 10일 ~ )는 자칭 도네츠크 인민 공화국의 정치인이자 돈바스 인민군의 대표이다.
2014년 우크라이나 친러시아 분쟁 이전까지는 지역 사회에서 주요 정치인으로 활동하지 않았지만, 2014년 3월 3일 도네츠크주의 시위대가 도네츠크 주 청사를 점령한 이후에 구바레프 스스로를 도네츠크 인민 공화국의 "인민 주지사"라고 선포했다. 구바레프는 3월 6일 우크라이나 보안원으로부터 '분리주의 옹호'와 '강제 불법 점유' 혐의로 체포되었다. 그는 최고 10년의 징역형이 선고되는 것에 직면하였다. 3월 16일, 항의자들이 도네츠크 지역 청사를 휩쓸며 구바레프의 석방을 요구했다. 5월 7일, 구바레프와 2명의 다른 친러 활동가들은 돈바스 인민군에게 억류되었던 우크라이나 보안원(SBU) 장교들과 교환되는 형식으로 석방되었다.
그는 우크라이나 진보사회당의 당원이었다. 그의 아내인 에카테리나 구바레바(러시아어: Екатерина Губарева) 또한 자칭 도네츠크 인민 공화국의 외무부 장관이라고 선언했다.